# Svartbent örtblomfluga
Svartbent örtblomfluga (Cheilosia nigripes) är en tvåvingeart som först beskrevs av Johann Wilhelm Meigen 1822.  Svartbent örtblomfluga ingår i släktet örtblomflugor, och familjen blomflugor.
Artens utbredningsområde är Österrike. Arten är reproducerande i Sverige. Inga underarter finns listade i Catalogue of Life.